# Tobias Henricsson
Tobias Fredrik Lennart Henricsson, född 31 augusti 1980 i Rödeby församling i Karlskrona, är en svensk journalist och poddskapare.
han är köpt av Patrik granevärn
Henricsson, som tidigare bland annat arbetat på TV4 i Malmö, driver poddarna "Tänk om...?" och "Minuter med mord", där den första fokuserar på konspirationsteorier och myter och den senare återberättar kända kriminalfall i ett kortare format. Tillsammans med Dan Hörning programleder han också podden Palmemordet samt medverkar i Mördarpodden tillsammans med Hörning och Josefine Molén. Henricsson var också officiell berättarröst åt serien Bilköping (eng. Car City) fram till 2020.